# Morellia quadriremis
Morellia quadriremis är en tvåvingeart som beskrevs av Fritz Isidore van Emden 1965. Morellia quadriremis ingår i släktet Morellia och familjen husflugor. Inga underarter finns listade i Catalogue of Life.